# Paseo del Prado
Paseo del Prado je bulvár ve východní části historického jádra Madridu. Táhne se ve směru sever-jih, jeho krajními body jsou náměstí Plaza de Cibeles na severu a Plaza del Emperador Carlos V na jihu. V jeho centrální části se nachází náměstí Cánovas del Castillo. Délka ulice je přibližně 1,1 km. Rostou zde dlouhé aleje stromů. Na trase bulváru je i několik fontán.
Ulici lemuje řada známých budov a institucí, příkladem mohou být Museo del Prado, Muzeum Thyssenů-Bornemiszů, Královská botanická zahrada, Palacio de Cibeles, Madridská burza či budova Španělské centrální banky. V bezprostřední blízkosti se nacházejí mimo jiné Muzeum královny Sofie nebo budova Kongresu poslanců. Většina budov pochází z 18. století.
Od července 2021 je součástí světového kulturního dědictví UNESCO spolu s blízkou městskou zástavbou a parkem pod názvem „Paseo del Prado a park Retiro, krajina umění a vědy“.

## Fotogalerie

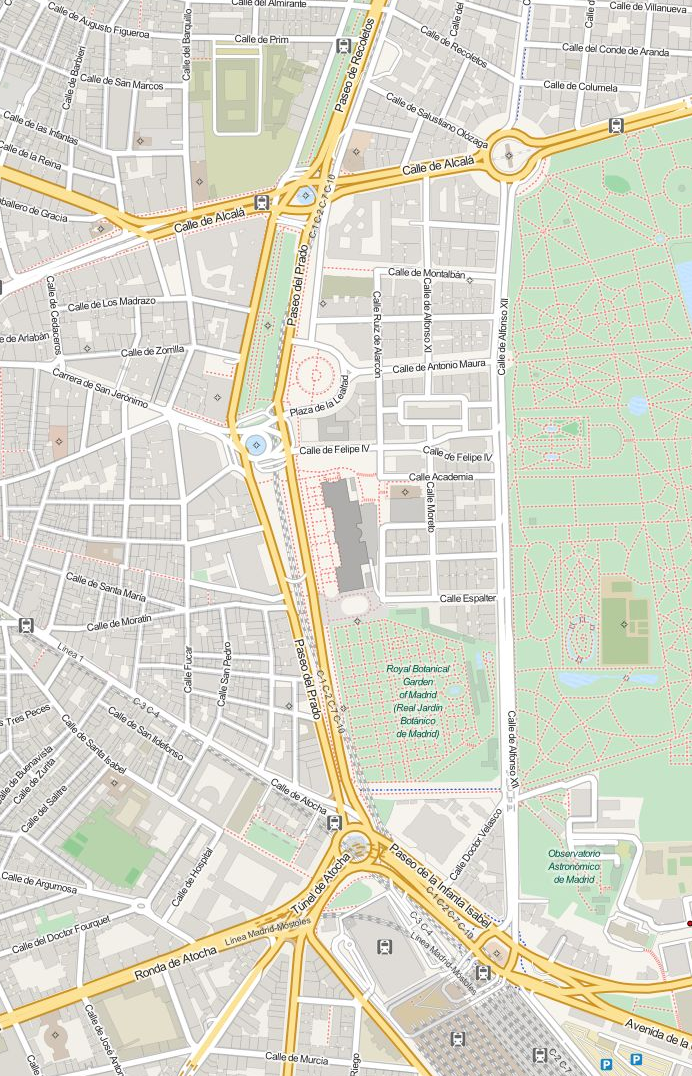
mapa bulváru
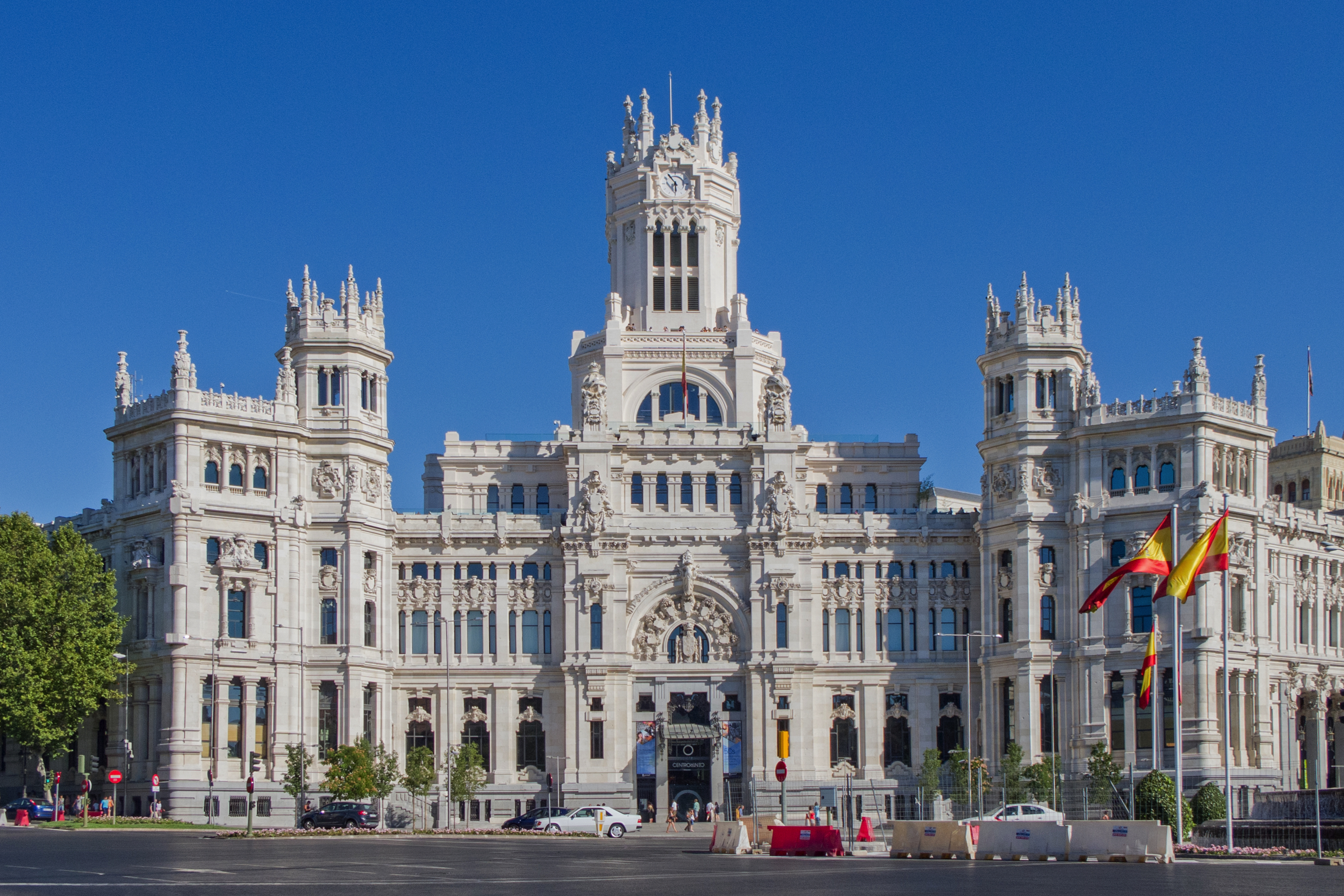
Palacio de Comunicaciones
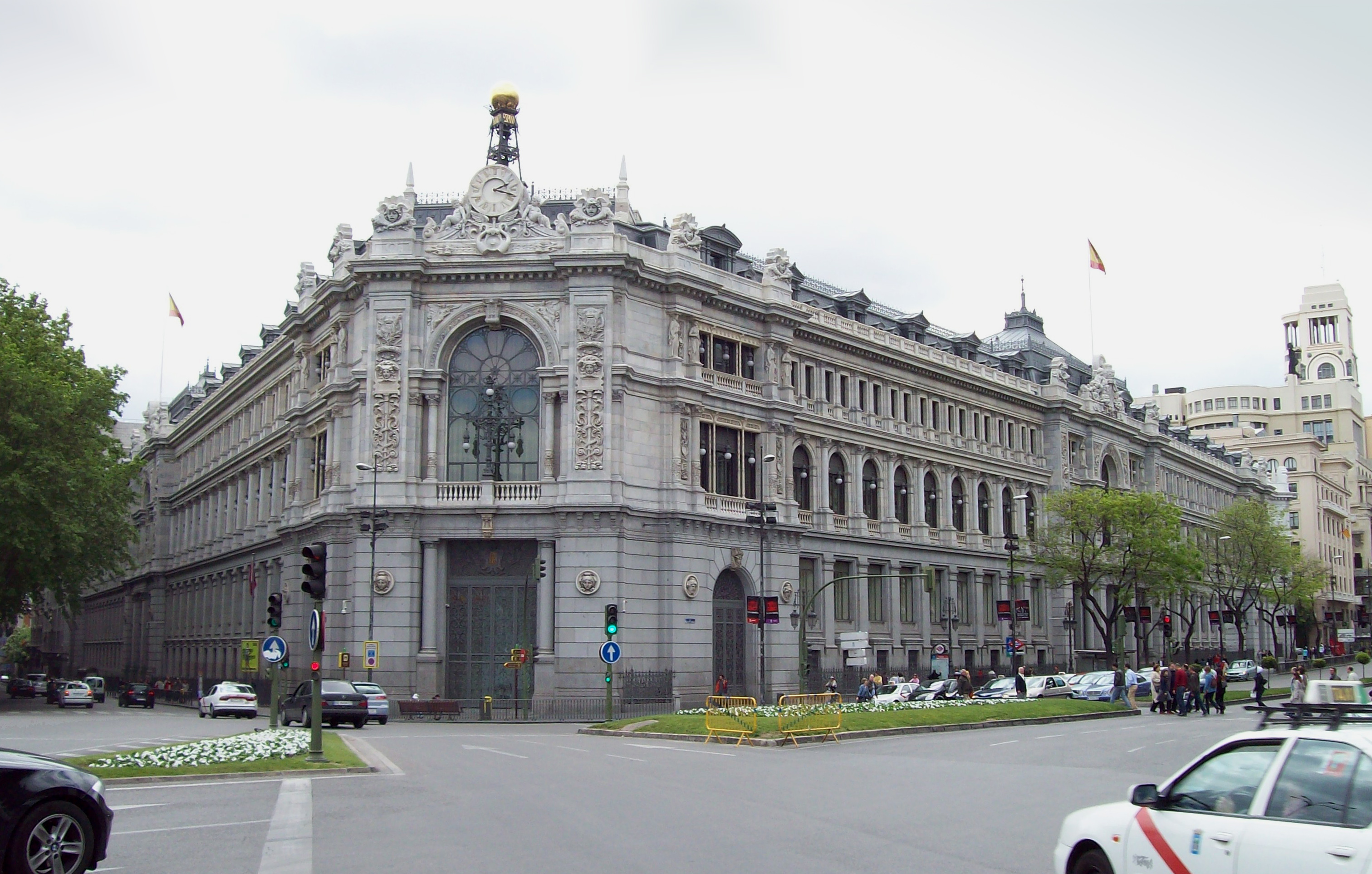
Banco de España
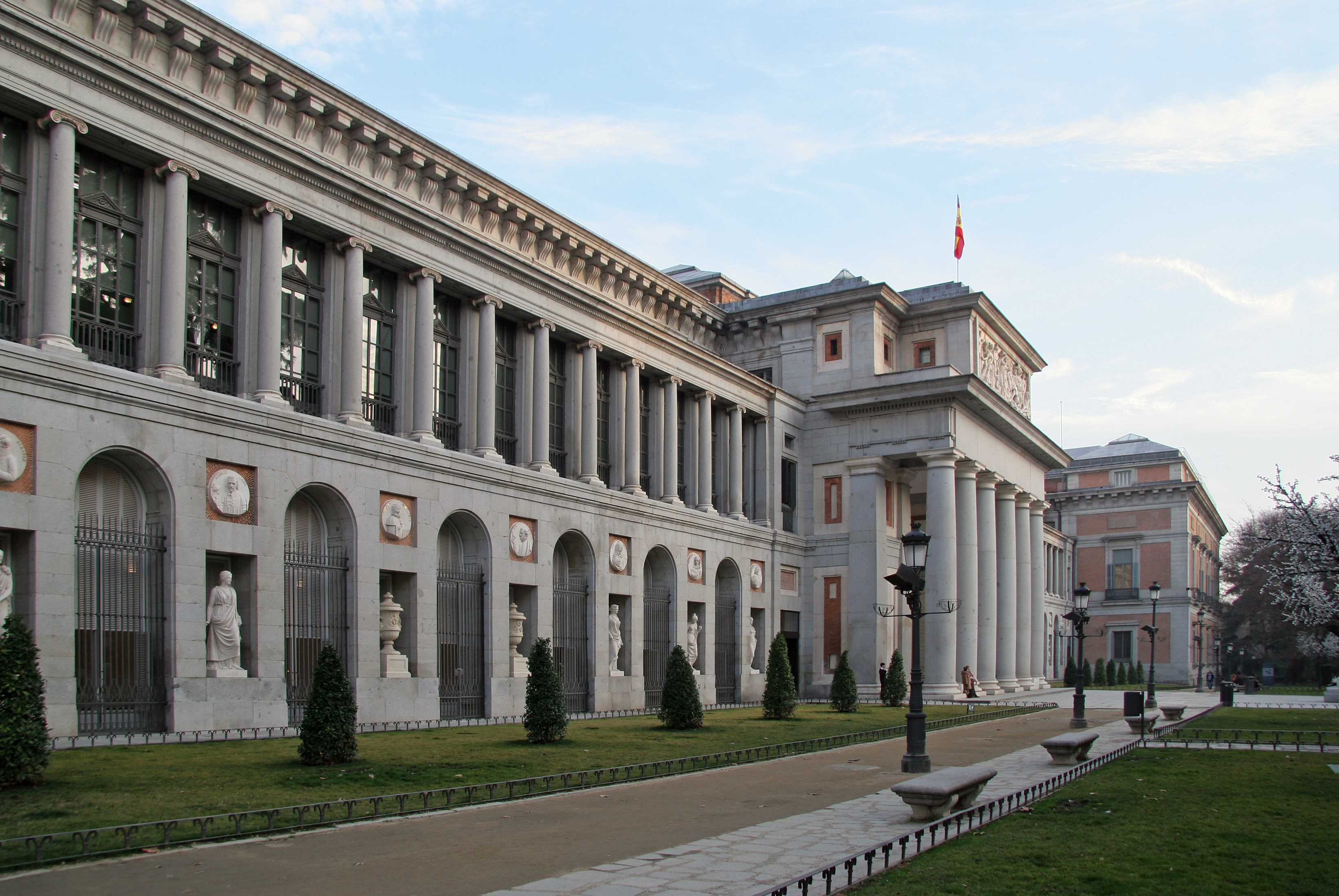
Museo del Prado
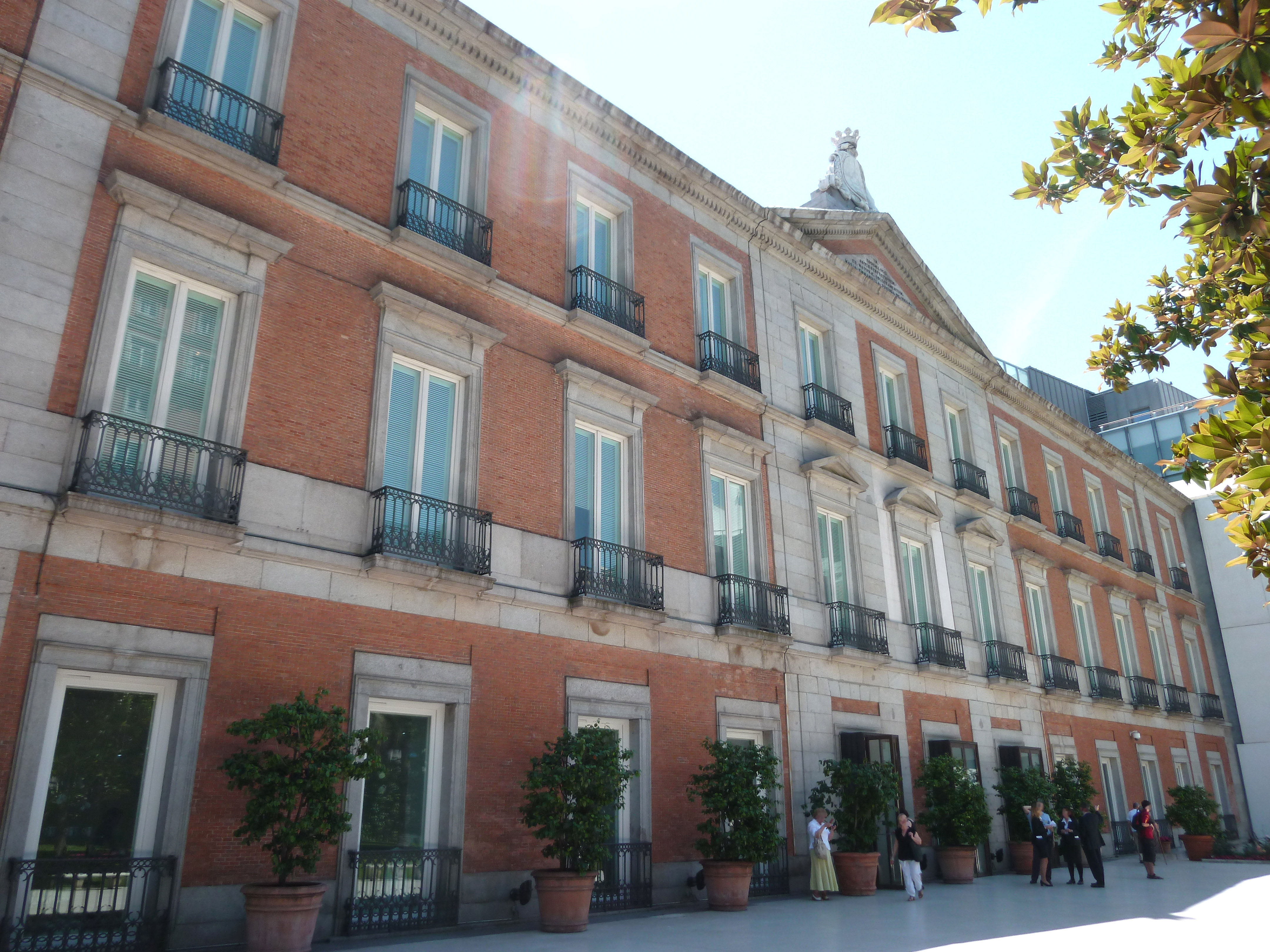
Museo Thyssen-Bornemisza